# Paralebedella
Paralebedella is een geslacht van vlinders uit de familie van de Metarbelidae. De wetenschappelijke naam van dit geslacht is voor het eerst gepubliceerd in 1923 door Embrik Strand.
De soorten van dit geslacht komen voor in tropisch Afrika.

## Soorten
- Paralebedella carnescens  (Hampson, 1910)
- Paralebedella estherae Lehmann, 2008
- Paralebedella schultzei (Aurivillius, 1905)
- Paralebedella shimonii Lehmann, 2009